# دالویکوربیگگی
دالویکوربیگگی (به لاتین: Dalvíkurbyggð) یک منطقهٔ مسکونی در ایسلند است که در نوردورلاند ایسترا واقع شده‌است. دالویکوربیگگی ۵۹۸ کیلومتر مربع مساحت و ۱٬۸۶۷ نفر جمعیت دارد.